# هارمونيا

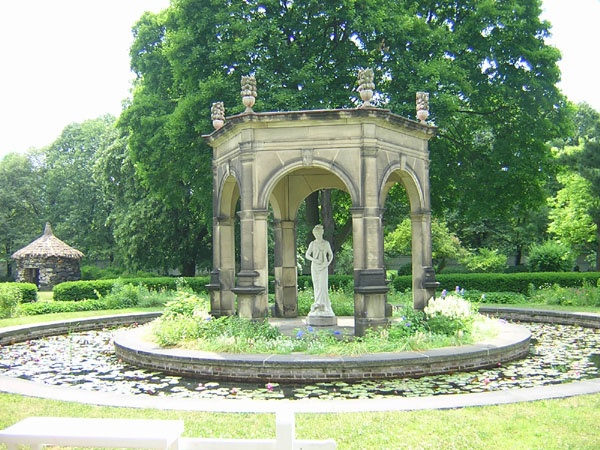
تمثال لهرمونيا

هرمونيا (بالإنجليزية: Harmonia)‏ في الميثولوجيا الإغريقية، هي إلهة الإنسجام والتوافق والتناغم والإيقاع، وهي تعادل كونكورديا في الميثولوجيا الرومانية. وهي ابنة آريس وأفروديت (في أماكن أخرى تكون ابنة إليكترا وزيوس)، وهي زوجة قدموس وأم بوليدوروس.
أهدى قدموس هرمونيا الوشاح والسلسال المشهورين الذين حصل عليهما من هيفيسوس. ولد لقدموس وهرمونيا أربع بنات: أوتونوئي، وإينو، وسيميلي، وأغوئي، وولد اسمه بوليدوروس. أعطى قدموس عرشه لحفيده بيثيوس ابن أغوئي، وغادر ثيبن قائدا مع هرمونيا جيشا محاربا للإليرييرين. في النهاية تحول قدموس وهرمونيا (تحت رغبتهم) إلى ثعبانين نقلهما زيوس إلى إليسيون.